# Marina Mniszech

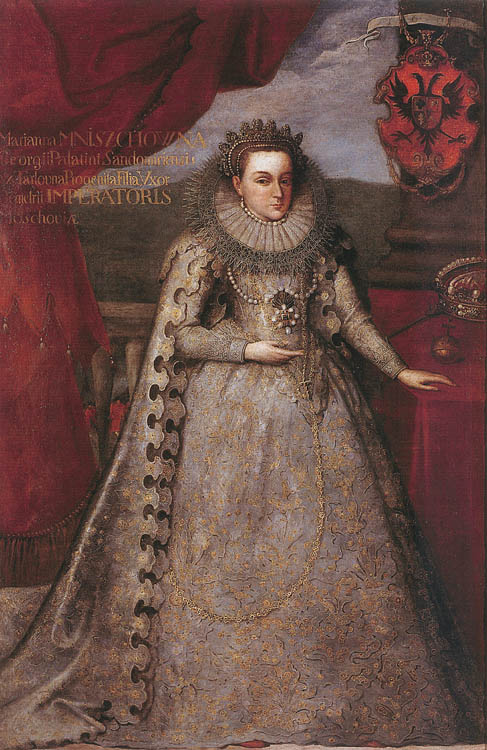
Marianna Mniszchowna: Zeitgenössisches Gemälde von Szymon Boguszowicz

Marina Mniszech (polnisch: Maryna Mniszchówna; geboren um 1588 in Laszki Murowane; gestorben am 24. Dezember 1614) war eine polnisch-litauische Adelige. Während der Zeit der Wirren in Russland unterstützte sie mehrfach falsche Thronanwärter und war im Mai 1606 kurzzeitig Zarin.

## Leben
Marina war die Tochter des polnisch-litauischen Woiwoden von Sandomierz, Jerzy Mniszech (1548–1613). Ihre Mutter war Jadwiga geb. Tarło; die Burg im heutigen Rajon Staryj Sambir, auf der ihre älteste Tochter geboren wurde, stammte aus ihrer Mitgift.
Nach dem Tod von Fjodor I. bestieg dessen ehemaliger Regent Boris Godunow als Zar den Thron Russlands, da der andere Sohn von Iwan dem Schrecklichen, Dmitri, unter unklaren Umständen verstorben war. Gegen den unpopulären Godunow, der im Verdacht stand, Dmitri ermordet zu haben, erhob sich Pseudodimitri I., ein Hochstapler, der behauptete, Dmitri zu sein und als solcher den Thron als Dmitri II. bestieg. Unterstützt wurden seine Ansprüche unter anderem aus dem polnischen Adel und dem König Sigismund III. Wasa, der die russische Schwäche zur Förderung der polnischen Interessen ausnutzte. Jerzy Mniszech verlobte seine Tochter Marina im Jahr 1604 oder 1605 mit dem angeblichen Dmitri, wofür der Familie Anrecht auf Pskow, Nowgorod, Smolensk und Nowhorod-Siwerskyj versprochen wurden. Nach der Eroberung Moskaus sandte Dmitri im November 1605 eine Delegation nach Polen und bat um die Hand Marinas.

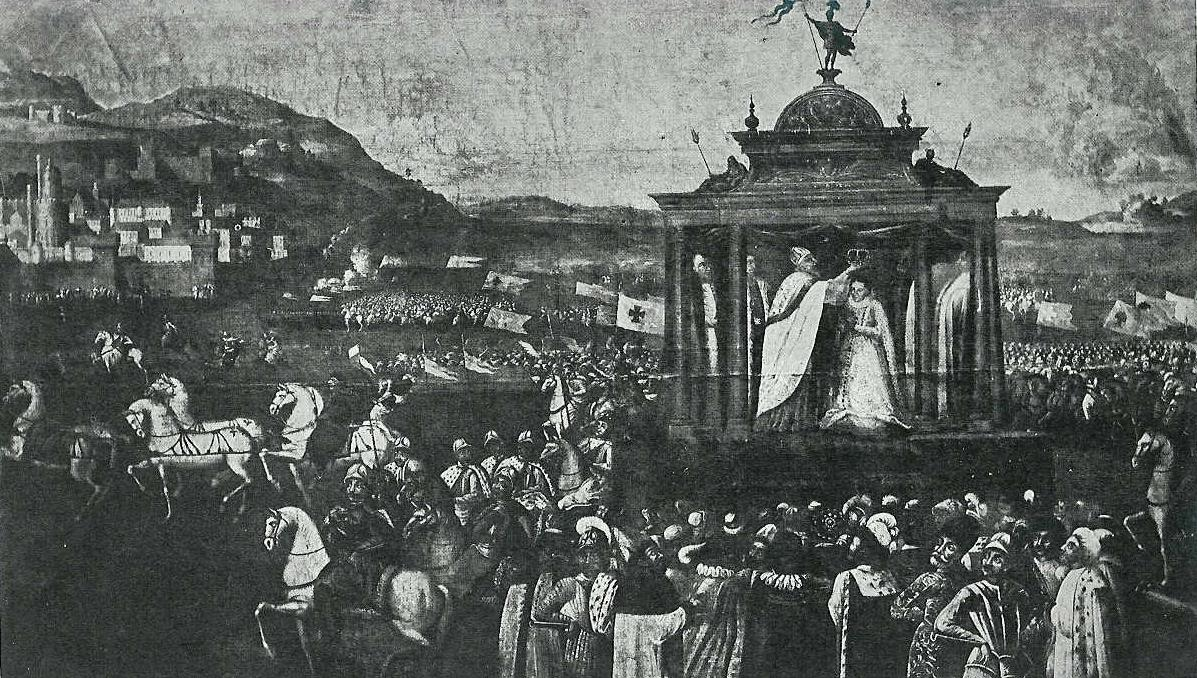
Krönung der Marina Mniszech in Moskau

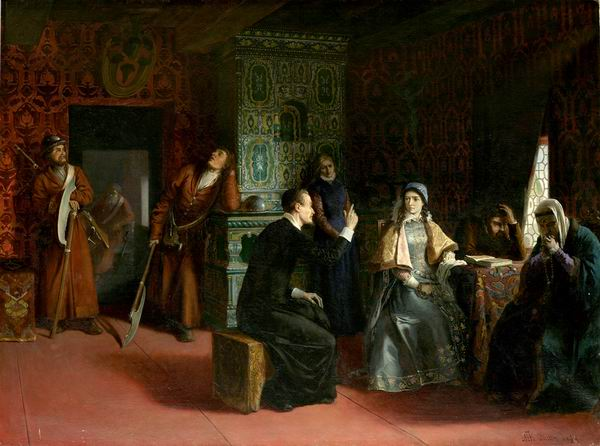
Marina und ihr Vater Jerzy im Exil in Jaroslawl

Marina wurde bei bereits im November 1605 einer großen Zeremonie in Krakau in Abwesenheit des Gatten mit Dmitri vermählt, das zweite gemeinsame Hochzeitsfest fand am 8. Mai 1606 statt, nachdem Marina mit ihrem Vater und 4 000 Mann in Moskau eingezogen war. Dmitri war bereits zum Katholizismus übergetreten und das Hochzeitsritual wurde in polnischen Gewändern abgehalten. Nicht nur hierdurch hatte sich Dmitri von der russischen Adelsschicht entfremdet, deren bisherige Unterstützung er somit verlor. Am 17. Mai 1606 wurde er noch während der Hochzeitsfeierlichkeiten ermordet, über 500 polnische Gefolgsleute der Mniszechs fielen, die Gattin Marina wurde nach ihrer Verzichtserklärung auf den Thron zusammen mit ihrem Vater nach Jaroslawl verbracht und dort festgesetzt. Im Juli 1608 wurde Marina aufgrund der Fürbitte von Sigismund III. nach Polen-Litauen zurückgesandt.
Auf Wunsch ihres Vaters anerkannte Marina im Sommer 1608 Pseudodimitri II., einen zweiten durch polnische und unzufriedene russische Adlige und Bauern unterstützten Hochstapler, der seinen Hof in Tuschino aufschlug und große Gebiete Russlands für sich gewinnen konnte. Auch dieser falsche Dmitri konnte seine Ansprüche nicht durchsetzen, da Zar Wassili IV. Sigismund III. Wasa zu Hilfe rief. Die polnischen Unterstützer des zweiten falschen Dmitri wechselten 1609 auf die Seite Sigismunds, Pseudodimitri II. wurde im Dezember 1610 ermordet. Im Zuge dieser Ereignisse besetzten polnische Truppen zwei Jahre lang den Kreml, bevor ein Volksaufstand unter Kusma Minin und Dmitri Poscharski sie zur Kapitulation zwang.

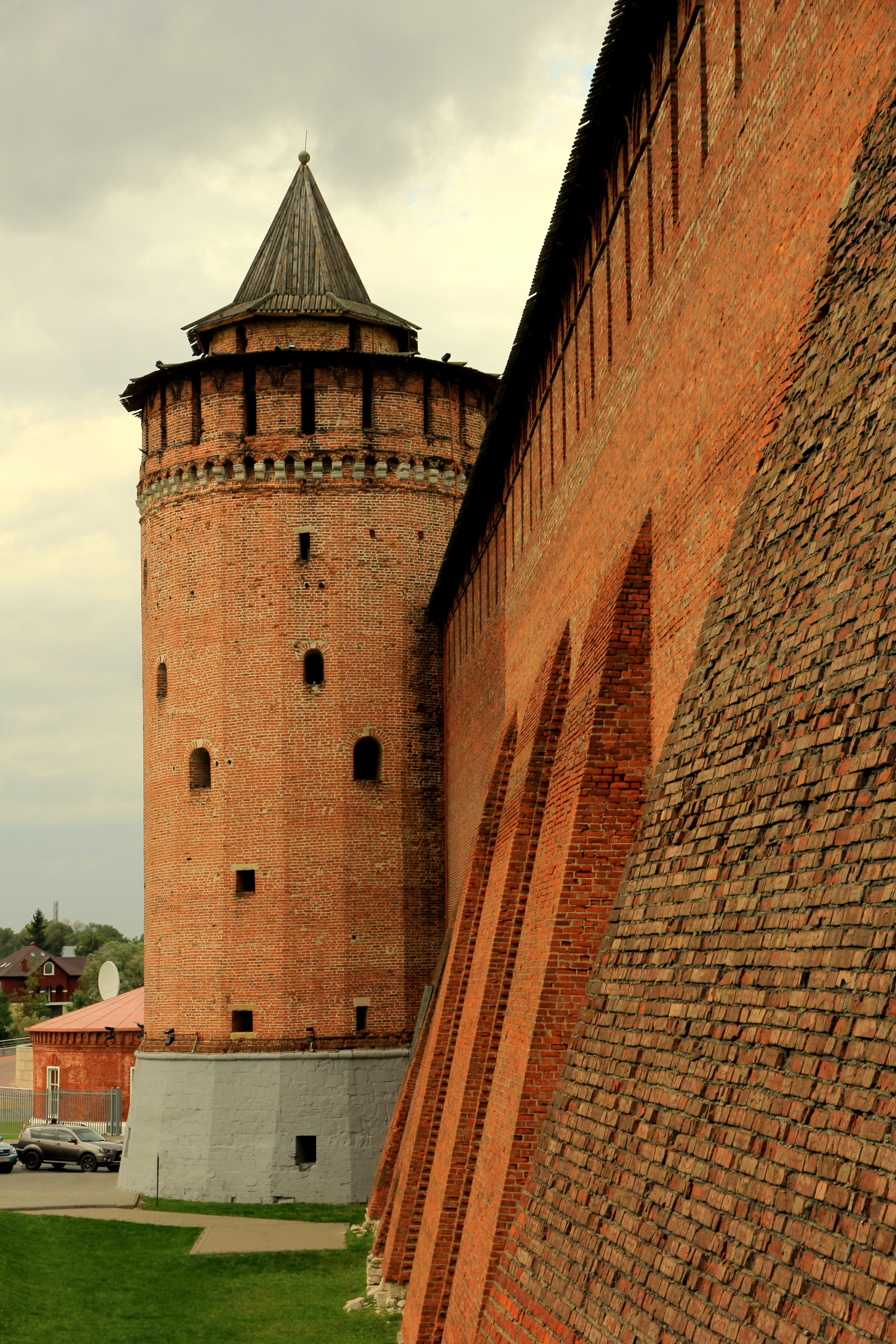
„Marina-Turm“ im Kreml von Kolomna

Marina Mniszech fand nun Unterstützung in Iwan Zarutsky, einem Gefolgsmann Pseudodimitris II., und meldete Ansprüche ihres im Januar 1611 geborenen Sohns Iwans auf den russischen Zarenthron an. Vor ihren Gegnern flohen Mniszech und ihr neuer Ehemann Zarutsky nach Astrachan. Nach der Wahl Michaels I. zum Zar 1613 wurde Marinas Familie im Jahr 1614 gefasst. Zarutsky und der dreijährige Iwan wurden auf Geheiß Michaels I. hingerichtet. Marina starb wenige Monate darauf in der Haft im Kreml von Kolomna; möglicherweise wurde sie ermordet.

## Rezeption (Auswahl)
Mit dem Stoff der Zeit der Wirren beschäftigten sich zahlreiche Autoren. Marina taucht als prominente Figur auf in folgenden Werken:
- Alexander Sergejewitsch Puschkin: Boris Godunow
- Modest Petrowitsch Mussorgski: Boris Godunow, als Adaption des Dramas (Verfilmung 1989)
- Friedrich von Schiller: Demetrius (Unvollendet, doch vielfach adaptiert, siehe dort)
- Friedrich Hebbel: Demetrius (Unvollendet)

### Künstlerische Darstellungen (Auswahl)

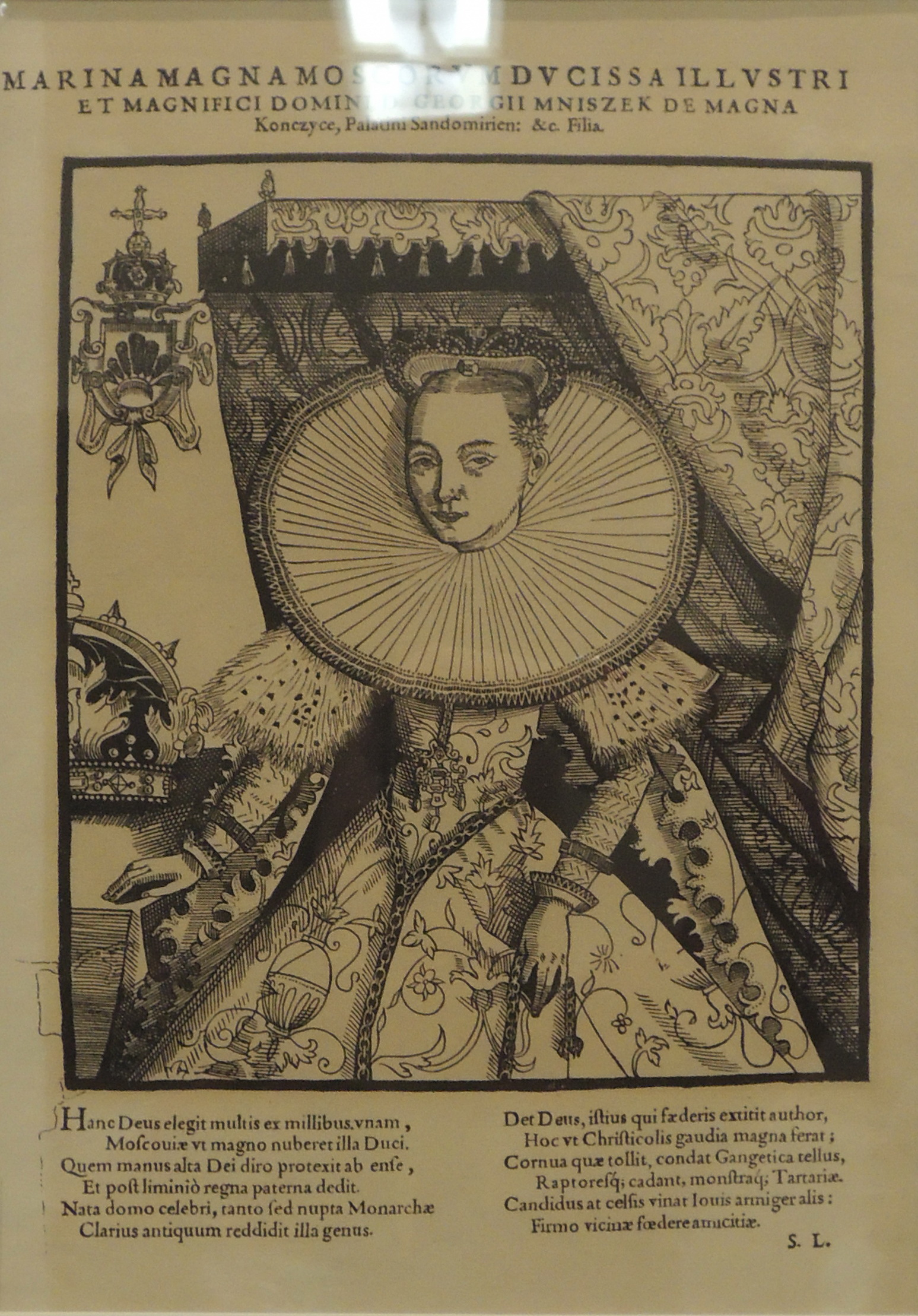
Zeitgenössischer Holzschnitt
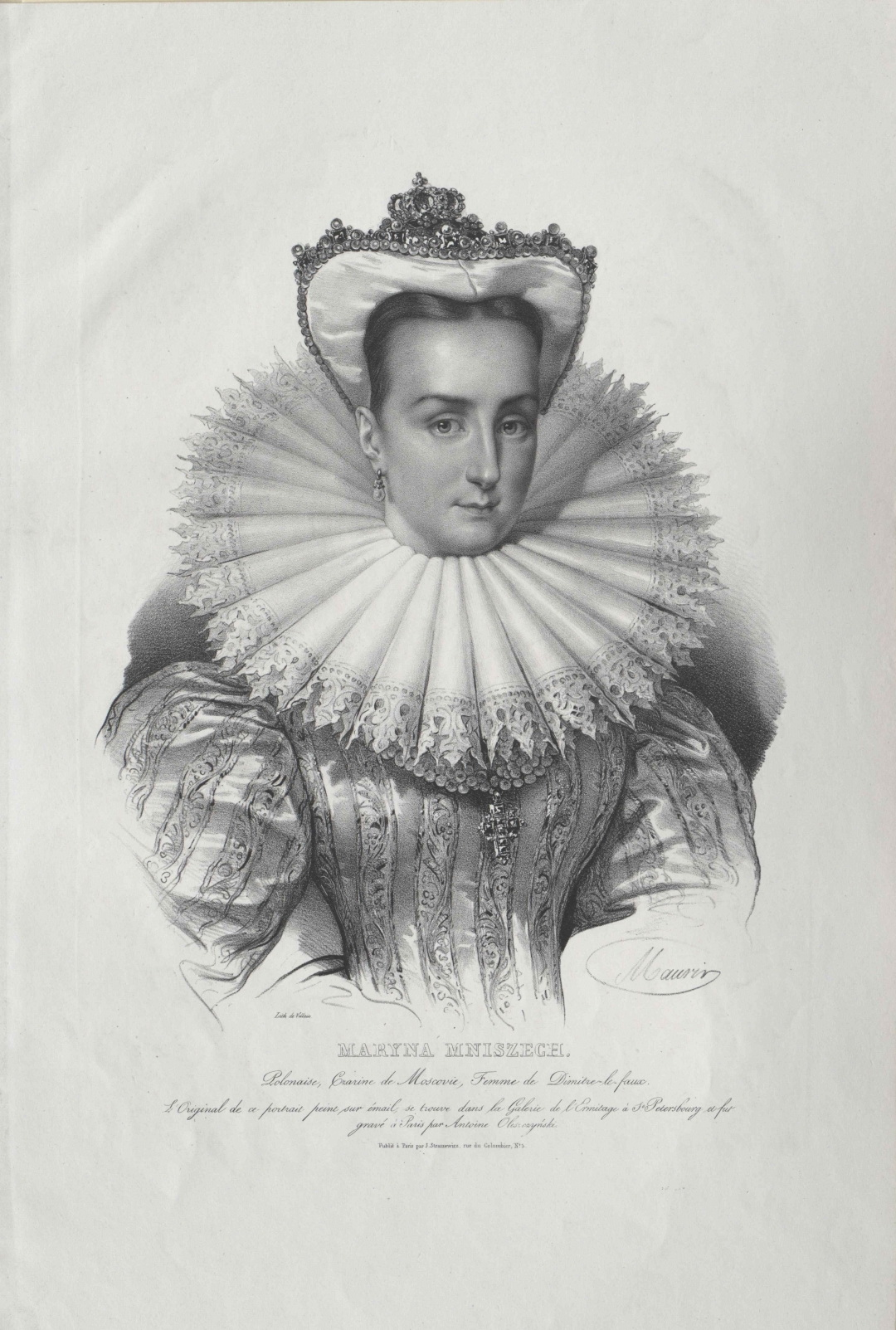
19. Jahrhundert
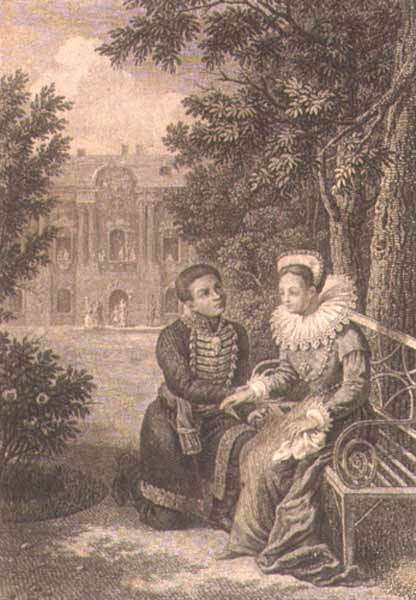
Kupferstich G. F. Galaktionov: mit falschem Dimitri
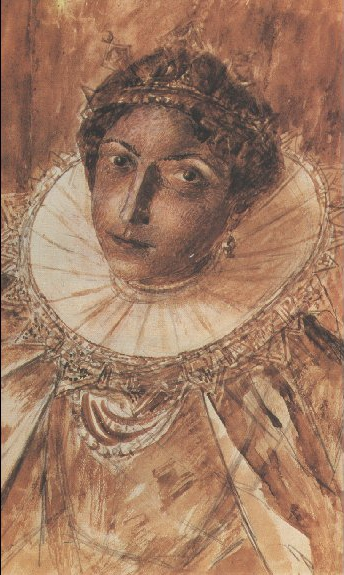
Gemälde von Kusma Sergejewitsch Petrow-Wodkin